# 306e régiment d'artillerie
Pour les articles homonymes, voir 306e régiment.
Le 306e régiment d'artillerie est un régiment de l'Armée de terre française.

## Création et différentes dénominations
- 1918 : création du 306e régiment d'artillerie lourde (306e RAL)
- 1919? : dissolution
- 1923 : création du 306e régiment d'artillerie portée (306e RAP) par changement de nom du 59e régiment d'artillerie de campagne portée
- 1932 : devient 306e régiment d'artillerie d'artillerie à tracteurs tous terrains (306e RATTT)
- 1934 : devient 71e régiment d'artillerie de division de cavalerie
- 1939 : nouvelle formation du 306e RAP
- 1940 : dissous

## Historique

### Première Guerre mondiale
Le 306e RAL est créé en mars 1918, dans le cadre de la réorganisation de l'artillerie lourde hippomobile. Après réorganisation en août 1918, il existe toujours en novembre 1918, comme régiment d'artillerie lourde hippomobile à canons de 155 courts.

### Entre-deux-guerres
Lors de la réorganisation des corps d'artillerie français décidée en 1923, le 59e régiment d'artillerie de campagne portée à Troyes prend le nom de 306e régiment d'artillerie portée. Il est équipé de canons de 75 modèle 1897 portés sur automobiles. En 1926, le régiment teste un prototype de tracteur d'artillerie Citroën-Kégresse P7T à moteur de 15 CV. Le régiment est dissous le 10 novembre 1928.
Le 306e RAP est recréé à Fontainebleau le 5 septembre 1929. Les Ier et IIe groupes du 303e RAP deviennent Ier et IIe groupes du 306e et le Ier du 304e RAP devient le IIIe du 306e. Dès sa création, le Ier groupe est doté de tracteurs Citroën-Kégresse P7 bis, et le régiment tout entier devient un régiment d'artillerie à tracteurs tous terrains le 1er avril 1932 après rééquipement des deux groupes de canons de 75 portés avec des tracteurs Citroën-Kégresse P17. Il devient 71e régiment d'artillerie le 15 octobre 1934.

### Seconde Guerre mondiale
Le régiment est recréé à la mobilisation de septembre 1939 comme régiment d'artillerie de 75 portée. Les véhicules porteurs sont issus de la réquisition sauf les Latil TAR de dépannage. Son IIIe groupe est rééquipé fin mai comme unité d'artillerie tractée derrière des camions Studebaker K25.
Il s'est battu contre l'envahisseur allemand en juin 1940 à Sains-en-Amiénois et à Rumigny[réf. souhaitée].

## Traditions

### Étendard

Dessin du revers de l'étendard du d'artillerie.

Il porte, cousues en lettres d'or dans ses plis, les inscriptions suivantes :
- Verdun 1916
- Flandres 1918
- Belgique 1918

Ces inscriptions sont reprises du 59e régiment d'artillerie[réf. souhaitée].

### Décorations
Le 306e RAP garde la fourragère aux couleurs de la croix de guerre 1914-1918 gagnée par le 59e régiment d'artillerie de campagne.

### Insignes
L'insigne du 306e RAP au début des années 1930 s'inspire des armes de Fontainebleau.

## Sources et bibliographies
- E. Brock, Historique du 306e R.A.C.P., 1939-1940, Paris, Ministère de la guerre, 1950.
- Henri Lespès, Corps à corps avec les blindés, Paris, Plon, 1944, 246 p. (BNF 34195325).